# Raimundo Fernández-Cuesta
Raimundo Fernández-Cuesta Merelo (Madrid, 5 de octubre de 1896-Ibíd., 9 de julio de 1992) fue un político, abogado y notario español que tuvo un destacado papel durante la Guerra Civil y, posteriormente, durante la dictadura franquista. 
Amigo personal de José Antonio Primo de Rivera, Fernández-Cuesta comenzó militando en Falange Española desde su fundación, convirtiéndose en uno de sus primeros líderes y organizadores. Detenido por las autoridades republicanas poco antes del estallido de la Guerra Civil, fue canjeado en 1937 y logró pasar a la zona controlada por las fuerzas de Franco. Allí se hizo cargo de la dirección del partido único de la zona franquista, FET y de las JONS. Posteriormente participó en algunos de los gobiernos presididos por Francisco Franco, ocupando distintas carteras ministeriales: Agricultura, Justicia y ministro-secretario general del Movimiento. También desempeñó puestos como embajador o presidente del Consejo de Estado. Tras la muerte de Franco se opuso a las reformas políticas y durante algún tiempo fue uno de los principales líderes de la extrema derecha.

## Biografía

### Formación y primeros años
Nació en Madrid el 5 de octubre de 1896. Hijo de Nemesio Fernández-Cuesta Porta, médico de la Armada y periodista, y Aurelia Merelo Gómez-Talavera; su hermano Manuel, aunque estudió medicina, terminó por dedicarse al periodismo. Desde temprana edad fue amigo personal de José Antonio Primo de Rivera. Realizó estudios de derecho en la Universidad Central de Madrid y posteriormente aprobó las oposiciones al Cuerpo Jurídico de la Armada y al notariado. Después de la proclamación de la Segunda República, Fernández-Cuesta colaboró activamente con Primo de Rivera y otras personalidades en la fundación de Falange Española, que se fundó a finales de 1933. Tras la unión de Falange con las Juntas de Ofensiva Nacional Sindicalista (JONS) en 1934, Fernández-Cuesta se convirtió en secretario general de la nueva formación política.
En estos años destacó como uno de los oradores más efectivos de Falange. De cara a las Elecciones de febrero de 1936, Fernández-Cuesta presentó su candidatura como diputado por la circunscripción electoral de Jaén, sin embargo, en los comicios solo recibió 6930 votos y no obtuvo acta de diputado. Unas semanas más tarde, la detención de Primo de Rivera lo convirtió prácticamente en el principal líder de la Falange —por ser secretario general del partido—, pero era un político demasiado débil como para sustituir adecuadamente a su antecesor. Buena parte de la ejecutiva falangista había sido encarcelada durante la primavera de 1936. De hecho, él mismo sería detenido por las autoridades republicanas unos meses después, el 8 de julio, durante una nueva redada policial contra la estructura falangista.

### Guerra civil
A Fernández-Cuesta le sorprendió el inicio de la Guerra Civil mientras se encontraba en la prisión Modelo de Madrid. Durante los primeros meses de la contienda permaneció encarcelado en zona republicana. En la noche del 22 al 23 de agosto de 1936, tras producirse un asalto por parte de milicianos armados, tuvo lugar la denominada «Matanza de la prisión Modelo». A pesar de ser un destacado dirigente falangista, Fernández-Cuesta no llamó la atención de los asaltantes y con ello logró salvar la vida, a diferencia de lo que ocurrió con otros destacados falangistas como Ruiz de Alda o Fernando Primo de Rivera. Posteriormente se le trasladó a la cárcel de Alcalá de Henares, donde el 8 de diciembre de 1936 —por intervención del delegado especial de prisiones, el anarquista Melchor Rodríguez— se salvó de ser asesinado por una masa fanatizada. A lo largo de 1937 hubo negociaciones entre republicanos y nacionales para canjear a Fernández-Cuesta.
Tras varios intentos fallidos, a finales de 1937 las autoridades republicanas acordaron canjearlo por Justino de Azcárate, diplomático republicano que se encontraba preso en la zona sublevada desde el estallido de la contienda. El gobierno republicano se mostró favorable al intercambio por considerar que Fernández-Cuesta, al ser un «camisa vieja», podría crear problemas en la zona sublevada y en el seno de la Falange. Después de 18 meses de reclusión fue canjeado y pasó a la zona sublevada, donde hizo su primera aparición pública el 29 de octubre de 1937. Franco lo nombró secretario general del nuevo partido único de la zona sublevada, la Falange Española Tradicionalista y de las JONS —FET y de las JONS—. Desde la primavera de aquel año Franco consiguió domesticar a la Falange y tras decretar la unificación de carlistas y falangistas, había creado un partido único que constituía el brazo político de su nuevo régimen. En contra de lo que esperaban algunos dirigentes republicanos, Fernández-Cuesta se mostró completamente dócil ante el liderazgo ejercido por Franco, así como por Ramón Serrano Suñer, y no manifestó ningún amago de rebeldía frente a estos, ni tampoco discutió el nuevo régimen. Además, fue nombrado miembro del Consejo Nacional de FET y de las JONS, constituido en diciembre de 1937.

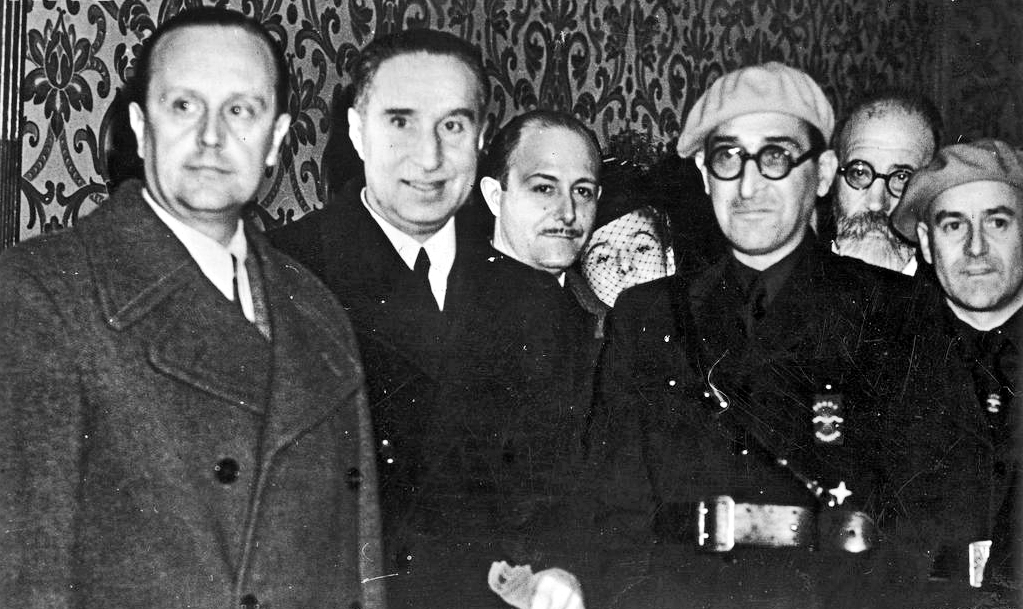
Fernández-Cuesta (izq.) durante una visita a Roma, 1939. A su lado aparecen José de Yanguas Messía, el conde de Mayalde y Rafael Sánchez Mazas.

En enero de 1938 pasó a formar parte del primer Gobierno franquista desempeñando la cartera de Agricultura, con sede en la ciudad de Burgos. Este ministerio comprendía los servicios de agricultura, montes, pesca fluvial, ganadería y reforma económica y social de la tierra. Fernández-Cuesta se hizo cargo de esta cartera después de que Serrano Suñer la rechazara. Y aunque era un «camisa vieja», en realidad constituyó el único ministro falangista del gobierno del cual Franco no desconfiaba. A pesar de ocupar la jefatura del partido único y la cartera de Agricultura, Fernández-Cuesta tenía mucho menos poder que personajes como Serrano Suñer, ministro del Interior y auténtico líder del partido único. Como secretario general de FET y de las JONS, una de sus principales medidas en esta época fue la aprobación del Fuero del Trabajo, en cuya redacción llegó a colaborar junto a otras personalidades. En la cartera de Agricultura destacó por la creación del Servicio Nacional para la Reforma Económica y Social de la Tierra (SNREST). Este organismo, a pesar de haber nacido con unos objetivos teóricos muy ambiciosos y revolucionarios respecto al mundo del campo, en la práctica se dedicó casi exclusivamente a emprender una contrarreforma agraria. En junio de 1938 encargó a los ingenieros de montes Luis Ceballos y Fernández de Córdoba y Joaquín Ximenez Embún el Plan General de Repoblación de España, que supuso la restauración forestal de más de 4 millones de hectáreas.

### Dictadura franquista
Al terminar la guerra civil, en agosto de 1939, se formó un nuevo gobierno. Fernández-Cuesta cesó tanto en el Ministerio de Agricultura como en la jefatura del partido único, donde fue sustituido en el cargo por el general Agustín Muñoz Grandes. Pasó a desempeñar diversos cargos en la administración franquista, entre ellos embajador: primero en Brasil (1940-1942) y posteriormente en Italia (1942-1945), donde fue testigo de la caída de Benito Mussolini. No obstante, la reputación de Fernández-Cuesta quedó muy dañada tras su paso por la cartera de Agricultura: la crisis agrícola y la consecuente hambruna que sufrió España durante la década de 1940, estuvieron influidas por algunas de las medidas que tomó Fernández-Cuesta mientras fue ministro.
Sin embargo, su lealtad personal hacia Franco continuó siendo inquebrantable, lo que le garantizó no quedar excluido del reparto de poder. A partir de enero de 1945 pasó a dirigir el Consejo de Estado, organismo que había sido nuevamente instituido en 1944. Unos meses después, en julio de 1945, fue nombrado ministro de Justicia. Mientras estuvo al frente de esta cartera emprendió una limitada reforma penitenciaria encaminada hacia los presos políticos —una medida que iba dirigida a ganarse el apoyo de los países de la OTAN—. En aquel contexto, el régimen tenía muy mala imagen en el exterior por la mala situación existente en las prisiones y los campos de concentración todavía existentes. Para justificarse en su política penitenciaria, Fernández-Cuesta no dudó en utilizar el discurso de la guerra civil y en revivir los fantasmas de las «checas» republicanas. En diciembre de 1949 se anunció la puesta en libertad de 13 000 presos políticos, aunque finalmente solo 3000 serían liberados.
En paralelo a esta actividad en el gobierno, la situación internacional inicialmente poco favorable hacia España cambió y a partir de 1948 habían desaparecido los peores augurios para el régimen. El partido, que después de 1945 estuvo convenientemente silenciado por las autoridades, se reactivó nuevamente y vivió una segunda etapa dorada: la Falange volvió a tener un importante protagonismo en los ámbitos políticos. En noviembre de 1948 se le nombró nuevamente secretario general de FET y de las JONS —cargo que quedó vacante desde el final de la guerra mundial, tras el cese de José Luis Arrese—, aunque no sería hasta 1951 cuando recuperó su antiguo rango ministerial y presencia en el Consejo de ministros. Esto coincidió con su cese como ministro de Justicia, por lo que su labor se centró en el partido único. FET y de las JONS continuó con su intensa actividad en estos años. El partido llegó incluso a celebrar su primer congreso en 1953 —que de hecho, acabaría constituyendo el primero y el último—. Sin embargo, su carrera se vio truncada cuando a comienzos de 1956 se produjeron unos incidentes en la Universidad de Madrid que implicaron tanto a estudiantes antifranquistas como a estudiantes pertenecientes al Sindicato Español Universitario (SEU). A esto se unía un factor interno: desde hacía tiempo las juventudes falangistas se habían alejado de la línea oficial, marcando las distancias ante el ascenso al poder de los sectores católicos y monárquicos. Después de la llamada «crisis de febrero de 1956», Franco cesó fulminantemente de su puesto a Fernández-Cuesta —el SEU dependía directamente del ministro-secretario general del Movimiento—. Franco designó a un cercano suyo, José Luis Arrese, para sucederle en la jefatura del partido y con ello mantener así el equilibrio de poder.
En una suerte de recompensa indirecta del jefe del Estado, la esposa de Fernández-Cuesta, María del Carmen Casanueva Navarro, recibió la rehabilitación del título nobiliario de condesa de San Rodrigo, convirtiéndose Fernández-Cuesta en consorte.
Tras su salida del gobierno, Fernández-Cuesta quedó apartado de la primera línea política, aunque todavía era procurador en las Cortes franquistas. En 1969 dirigió la comisión parlamentaria que las Cortes franquistas formaron para investigar el llamado caso «Matesa». Siguió siendo procurador en Cortes hasta la desaparición de estas en 1977. Con el paso de los años, empezó a ser conocido como uno de los miembros más reaccionarios de la vieja guardia franquista y a estar ligado con destacados miembros de la extrema derecha, como Blas Piñar o el general Iniesta Cano. De hecho, fue especialmente crítico con la gradual liberalización que sufrió el país desde la dédada de 1960, con un Franco cada vez más frágil y debilitado por la vejez. Tras la muerte de Franco, fue uno de los 59 procuradores en las Cortes Franquistas que el 18 de noviembre de 1976 votaron en contra de la Ley para la Reforma Política que derogaba los Principios Fundamentales del Movimiento.

### Últimos años
Durante el final de la dictadura franquista participó en la refundación del movimiento falangista, con la creación del Frente Nacional Español (FNE). Fueron varios los grupos que reclamaban ser herederos de la Falange fundada por Primo de Rivera, como Falange Española Auténtica o Falange Española Independiente, fuertemente enfrentados a Fernández-Cuesta. Un año después de la muerte de Franco, en el aniversario de su fallecimiento se organizó un acto durante el cual quedaron en evidencia las profundas desavenencias que existían dentro del falangismo. Los tribunales de justicia acabaron dando la razón a la facción dirigida por Fernández-Cuesta, que pasó a denominarse Falange Española de las JONS. El partido concurrió a las elecciones generales de 1977 en coalición con otros grupos de extrema derecha —la «Alianza Nacional 18 de Julio»—, pero los resultados fueron un fiasco y no consiguieron obtener ni un solo diputado. Siguió siendo jefe nacional del partido hasta 1983, cuando dimitió forzado por las crecientes críticas contra él por su pasada colaboración con el franquismo. Le sucedió en el cargo Diego Márquez Horrillo.
Fernández-Cuesta falleció en Madrid en 1992.

## Obras
- —— (1955). Continuidad falangista al servicio de España. Madrid: Ediciones del Movimiento.[52]
- —— (1985). Testimonio, recuerdos y reflexiones. Madrid: DYRSA.[53]